# Jean-Claude Lugan
Pour les articles homonymes, voir Lugan.
Jean-Claude Lugan, né à Figeac le 26 février 1939, est un sociologue français, spécialiste de la systémique appliquée aux sciences sociales et auteur de nombreux ouvrages.

## Biographie
Diplômé de l'Institut d'études politiques de Toulouse (promotion 1962) et de l'Institut d'études européennes de Turin (1965). Jean-Claude Lugan est professeur émérite à l'université Toulouse-I-Capitole, affecté à la Faculté de sciences économiques et à l'Institut d'études politiques de Toulouse.
Jean-Claude Lugan a été chargé de cours, en licence, master 1 et 2, encadre encore le travail des étudiants en doctorat, et participe à des séminaires internationaux et missions à l'étranger. Il fut le fondateur et le  responsable du Centre interdisciplinaire de recherche sur les systèmes sociaux, et aussi fondateur et responsable de deux Masters, responsable du groupe de travail sur les théories des systèmes sociaux et a cumulé encore d'autres hautes responsabilités. 
Ses recherches ont  surtout été consacrées aux modèles systémiques appliqués aux processus de décision dans les collectivités territoriales et aux organisations de formation, dans la lignée théorique de Talcott Parsons, David Easton, Ludwig von Bertalanffy mais aussi d'Edgar Morin ou encore de Jean-Louis Le Moigne.
Il a été également un élu de Figeac durant 37 ans de 1977 à 2014, vice-président de « Figeac communauté » chargé des affaires économiques. Il a notamment participé à la création de l'Institut universitaire de technologie de Figeac (IUT de Figeac). C'est un ancien joueur de rugby à XV et sprinter universitaire.
Le 13 juillet 2000, il a été nommé chevalier de la Légion d'honneur, sur proposition du ministère de l'Éducation nationale. Il est promu officier le 14 juillet 2019.

## Ouvrages
- La Petite ville  au présent et au futur, 337p, Editions du CNRS, Toulouse, 1983.
- Eléments d'analyse des systèmes sociaux, 266p, collection Sociétas, Editions Privat, Toulouse, 1983." traduit en espagnol : Elementos par el analisis de los sistemas sociales", 260p, Fondo de cultura economica, Mexico,1990.
- La systémique sociale, coll. « Que sais-je ? » 126 p, P.U.F, 1re édition Mai 1993, r, 5e édition juin 2009
- La décision dans les systèmes politiques locaux : essai d'approche systémique, Les Presses Universitaires des sciences sociales , Toulouse, Mars, 1999
- Ouvrages collectifs ou en collaboration:
- Politique en Midi Pyrénées (groupe Pambenel), 283 p, Editions Eché Toulouse 1987, Edition revue et augmentée par rapport à l'édition Géopolitique des Régions françaises chez Fayard, 1987.
- Université et développement urbain dans le Tiers monde . Etudes comparées de Fés (Maroc), Mérida (Vénézuela), Morélia (Mexique) Sfax (Tunisie), Collectif, .Décembre, 1989, 180 p, Editions  du CNRS,Toulouse.
- Le Pays  figeacois : études des éléments historiques, culturels, démographiques, géographiques, économiques, linguistiques, constitutifs d'un  pays, JC Lugan et Ph Calmon, 95p, Editions Saber, 1989.
- Les Chemins de 2010 : Midi Pyrénées en prospective, Rapport de  synthèse 84 p, en collaboration avec J C Flamant, Editions de Région Midi Pyrénées , Juin 1991.
- Rédaction d'un chapitre L'approche systémique : histoire, définitions et modèles de l'ouvrage :: * Populations et Développements : une approche systémique, ouvrage collectif réalisé dans le cadre du Centre international de formation et de recherche en population et développement de l'Université de Louvain , Louvain , décembre,1998.
- La logistique de l'ordre et du désordre, Chez Hermès, Février 2003 ouvrage collectif, rédaction d'un chapitre : "De l'équilibre à la néguentropie dans les sciences sociales"
- Le Pays de Figeac, en collaboration avec Philippe Calmon, 220 pages, éditions de Livre en Fête, Figeac, 2012.
- Des chemins de 2010 aux chemins de 2040, Midi-Pyrénées au futur, Préface de Hugues de Jouvenel, Editions Privat, Toulouse, 2013.